# Paolo Duca
Paolo Duca (Locarno, 3 giugno 1981) è un ex hockeista su ghiaccio e dirigente sportivo svizzero direttore sportivo dell'HC Ambrì-Piotta, squadra di cui è stato anche capitano.

## Carriera

### Club
Paolo Duca inizia a giocare nell'HC Ascona, per poi passare nel 1998 all'HC Ambrì-Piotta, dove rimase fino al 2001 vincendo la Supercoppa IIHF. La stagione successiva si trasferì ai ZSC Lions di Zurigo, con una breve parentesi in prestito alla squadra di Lega Nazionale B dei GCK Lions.
Per le successive cinque stagioni militò nell'EV Zug, fino al 2007, collezionando 83 punti in 212 partite disputate. Quell'anno decise di tornare a giocare per l'Ambrì-Piotta. Attualmente detiene il ruolo di capitano della squadra, ed è soprannominato dai tifosi Paul Duke. Il suo contratto è valido fino al 2015.
Nella primavera del 2015 Duca prolungò con l'Ambrì-Piotta per altre due stagioni fino al termine della stagione 2016-2017.

### Nazionale
Dal 1999 al 2001 Duca è stato convocato nelle rappresentative nazionali U18 e U20 in occasione dei campionati mondiali di categoria. Nel 2010 ha ricevuto la convocazione per i campionati mondiali, nei quali ha disputato sette incontri.

## Statistiche
Statistiche aggiornate ad agosto 2011.

### Club
| Stagione  | Squadra           | Stagione regolare | Stagione regolare | Stagione regolare | Stagione regolare | Stagione regolare | Stagione regolare | Playoff | Playoff | Playoff | Playoff | Playoff |
| Stagione  | Squadra           | Lega              | P                 | G                 | A                 | Pt                | PIM               | P       | G       | A       | Pt      | PIM     |
| --------- | ----------------- | ----------------- | ----------------- | ----------------- | ----------------- | ----------------- | ----------------- | ------- | ------- | ------- | ------- | ------- |
| 1997-1998 | Ambrì-Piotta U20  | Elite Jr. A       | 35                | 18                | 13                | 31                | 50                |         |         |         |         |         |
| 1998-1999 | Ambrì-Piotta      | NLA               | 3                 | 0                 | 1                 | 1                 | 0                 |         |         |         |         |         |
|           | Ambrì-Piotta U20  | Elite Jr. A       | 22                | 18                | 13                | 31                | 76                |         |         |         |         |         |
| 1999-2000 | Ambrì-Piotta      | NLA               | 45                | 3                 | 5                 | 8                 | 20                | 9       | 1       | 0       | 1       | 10      |
|           | Ambrì-Piotta U20  | Elite Jr. A       | 2                 | 0                 | 1                 | 1                 | 2                 |         |         |         |         |         |
| 2000-2001 | Ambrì-Piotta      | NLA               | 40                | 3                 | 2                 | 5                 | 22                | -       | -       | -       | -       | -       |
|           |                   | Playout           | 5                 | 0                 | 1                 | 1                 | 6                 | -       | -       | -       | -       | -       |
|           | Ambrì-Piotta U20  | Elite Jr. A       | 2                 | 2                 | 0                 | 2                 | 0                 |         |         |         |         |         |
| 2001-2002 | ZSC               | NLA               | 37                | 2                 | 4                 | 6                 | 12                |         |         |         |         |         |
|           | GC Küsnacht Lions | NLB               | 6                 | 4                 | 4                 | 8                 | 2                 |         |         |         |         |         |
|           | Zug               | NLA               | 3                 | 0                 | 0                 | 0                 | 4                 | 6       | 1       | 4       | 5       | 4       |
| 2002-2003 | Zug               | NLA               | 44                | 7                 | 8                 | 15                | 32                |         |         |         |         |         |
| 2003-2004 | Zug               | NLA               | 46                | 8                 | 8                 | 16                | 34                | 5       | 2       | 0       | 2       | 6       |
| 2004-2005 | Zug               | NLA               | 37                | 4                 | 7                 | 11                | 45                |         |         |         |         |         |
| 2005-2006 | Zug               | NLA               | 20                | 3                 | 3                 | 6                 | 12                | 7       | 1       | 0       | 1       | 10      |
| 2006-2007 | Zug               | NLA               | 35                | 7                 | 10                | 17                | 107               | 9       | 3       | 1       | 4       | 4       |
| 2007-2008 | Ambrì-Piotta      | NLA               | 50                | 16                | 25                | 41                | 74                | -       | -       | -       | -       | -       |
|           |                   | Playout           | 11                | 9                 | 8                 | 17                | 18                | -       | -       | -       | -       | -       |
| 2008-2009 | Ambrì-Piotta      | NLA               | 50                | 18                | 29                | 47                | 45                | -       | -       | -       | -       | -       |
|           |                   | Playout           | 12                | 7                 | 4                 | 11                | 4                 | -       | -       | -       | -       | -       |
| 2009-2010 | Ambrì-Piotta      | NLA               | 50                | 18                | 21                | 39                | 40                | -       | -       | -       | -       | -       |
|           |                   | Playout           | 6                 | 4                 | 4                 | 8                 | 2                 | -       | -       | -       | -       | -       |
| 2010-2011 | Ambrì-Piotta      | NLA               | 49                | 8                 | 17                | 25                | 22                | -       | -       | -       | -       | -       |
|           |                   | Playout           | 17                | 3                 | 6                 | 9                 | 4                 | -       | -       | -       | -       | -       |
| 2011-2012 | Ambrì-Piotta      | NLA               | 0                 | 0                 | 0                 | 0                 | 0                 |         |         |         |         |         |

### Nazionale
| Stagione  | Livello           | Risultati     | Risultati | Risultati | Risultati | Risultati | Risultati |
| Stagione  | Livello           | Competizione  | P         | G         | A         | Pt        | PIM       |
| --------- | ----------------- | ------------- | --------- | --------- | --------- | --------- | --------- |
| 1998-1999 | Switzerland U18   | WJC-18        | 7         | 0         | 5         | 5         | 2         |
| 1999-2000 | Switzerland U20   | WJC-20        | 7         | 4         | 1         | 5         | 14        |
| 2000-2001 | Switzerland U20   | WJC-20        | 7         | 0         | 2         | 2         | 4         |
| 2007-2008 | Switzerland (all) | International | 3         | 0         | 0         | 0         | 0         |
| 2008-2009 | Switzerland (all) | International | 3         | 0         | 1         | 1         | 0         |
| 2009-2010 | Switzerland       | WC            | 7         | 0         | 0         | 0         | 0         |
|           | Switzerland (all) | International | 14        | 2         | 2         | 4         | 2         |
| 2010-2011 | Switzerland (all) | International | 5         | 0         | 0         | 0         | 4         |

## Palmarès

### Club
- Supercoppa IIHF: 1

 Ambrì-Piotta: 1999